# Stevan Knićanin

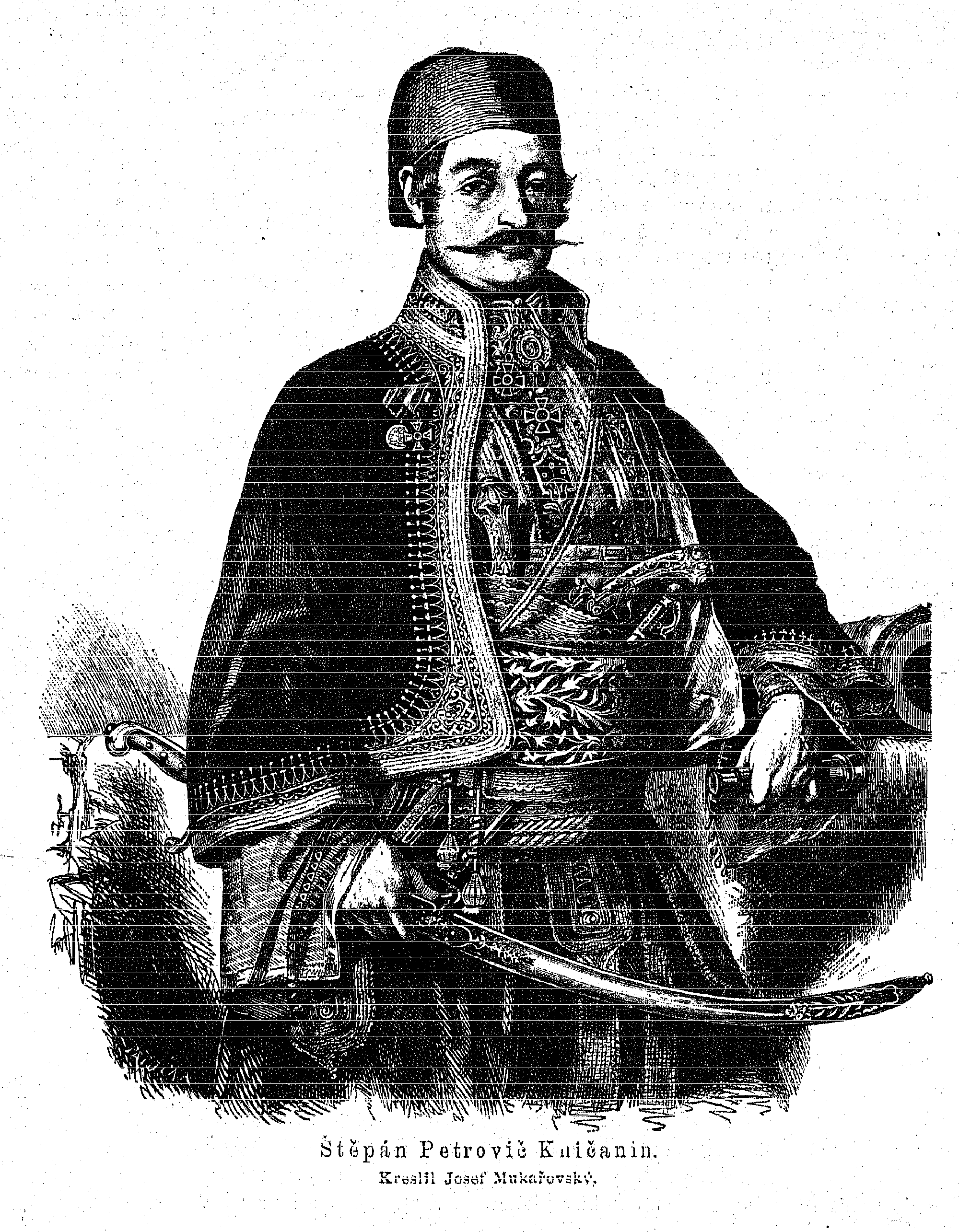
Stevan Knićanin

Stevan Petrović Knićanin (Стеван Петровић Книћанин), född 1809 i Knić nära Kragujevac, Serbien, Osmanska riket, död 26 maj 1855 i Belgrad, Furstendömet Serbien, var en serbisk general. 
Knićanin började sin bana som köpman, men blev officer under furst Miloš Obrenović I. Furst Mihajlo Obrenović III, till vilken han kommit i spänt förhållande, förvisade honom ur landet, men under Furst Aleksandar Karađorđević, vars regeringstillträde han befrämjat, blev han senator och fick stort inflytande. Under det ungerska upproret 1848 kämpade han med skicklighet och framgång i spetsen för de serbiska friskaror, som kom sina stamfränder i Österrike-Ungern till hjälp mot ungrarna, därigenom också görande Österrike ej obetydliga tjänster. Även efter återkomsten till Serbien, där han 1852 blev general, arbetade han för underhållandet av vänskapen med denna makt.